# Sonate libre en deux parties enchaînées
La Sonate libre en deux parties enchaînées, op. 68, est une œuvre de Florent Schmitt en deux mouvements pour violon et piano, composée en 1919.

## Composition
Florent Schmitt compose la Sonate libre en deux parties enchaînées en 1919, d'abord prévue pour alto et piano. Inspirée par les horreurs de la Première Guerre mondiale et l'expérience qu'en avait fait le compositeur, la partition est créée en mars 1920 par Hélène Léon et Lucien Bellanger, dans le cadre des concerts de la SMI. La partition est publiée la même année par les Éditions Durand.

## Présentation

### Titre
Le titre Sonate libre en deux parties enchaînées est une « pirouette florentine » faisant allusion au journal de Georges Clemenceau, L'Homme libre devenu L'Homme enchaîné. Florent Schmitt se montre souvent « grand amateur de calembours » de ce genre. 
Le sous-titre ad modum clementis aquae fait directement allusion à l'homme politique : « à la manière de Clemenceau ». Cependant, nombre de musiciens et de musicologues, « et non des moindres, s'y sont laissés prendre, tel Roland-Manuel ».

### Mouvements
L'œuvre est en deux mouvements :
1. Lent sans exagération en sol dièse mineur, à 
 au violon et 
 au piano,
2. Animé en ré mineur, à 
.

L'exécution dure moins d'une demi-heure « sans le moindre arrêt, malgré la division bien marquée des deux parties, ce qui rend l'écoute ardue ».

### Analyse
L'ensemble de la Sonate libre en deux parties enchaînées repose sur « deux idées principales en rapport de triton (Sol/Ré), intervalle barbare cher au compositeur ».
François-René Tranchefort admire cette « partition puissante, remarquable autant par l'habileté qu'elle manifeste dans le traitement, et le renouvellement, de la forme sonate que par ce qu'elle réussit à exprimer avec force : l'horreur de toutes les désespérances de la guerre, la joie de la paix conquise qui illumine son finale ».

## Discographie
- Florent Schmitt, Sonate libre en deux parties enchaînées, par Jean Fournier (violon) et Ginette Doyen (piano), 1959, Accord 461 759-2 — avec les Ombres pour piano.

### Ouvrages généraux
- François-René Tranchefort (dir.), Guide de la musique de chambre, Paris, Fayard, coll. « Les Indispensables de la musique », 1987, 995 p. (OCLC 21318922, BNF 35064530), p. 773-778.

### Monographies
- Catherine Lorent, Florent Schmitt, Paris, Bleu nuit éditeur, coll. « Horizons » (no 27), 2012, 176 p. (ISBN 978-2-35884-016-3, BNF 42581018),
- Madeleine Marceron, Florent Schmitt, Paris, Ventadour, coll. « Paroles sans musique », 1959, 48 p. (BNF 37748441).